# マーティン・ファクラー
マーティン・ファクラー（Martin Fackler, 1966年11月16日 - ）はアメリカ人ジャーナリスト、ライター。AP通信の上海支局長、ウォール・ストリート・ジャーナルの東京特派員、ニューヨーク・タイムズ東京支局長などを歴任した。東京大学大学院情報学環で非常勤講師やジャパンタイムズのメディア顧問委員会の委員などを勤め、2015年8月から、独立系シンクタンク日本再建イニシアティブの主任研究員兼ジャーナリスト。

## 経歴
アメリカ合衆国アイオワ州生まれジョージア州育ち。ダートマス大学2年のときに中国語と漢文習得のために東海大学 (台湾)に留学したことで東アジアと関わり始める。慶應義塾大学で日本語習得の機会があり来日。その後1993年、東京大学で経済学修士取得。1994年、イリノイ大学アーバナ・シャンペーン校でジャーナリズム修士号取得後、1996年、カリフォルニア大学バークレー校で東洋史研究の博士Ph.D.過程に入る。
1996年からブルームバーグの東京駐在員。1年半後にAP通信に移り、東京を皮切りにニューヨーク、北京、上海で活動。2003年からウォールストリート・ジャーナル（WSJ）の東京駐在員として金融、財政、貿易、外交などをレポート。2004年、インド洋津波の取材において、アジア出版協会(The Society of Publishers in Asia)から国際取材賞を受賞。2004年に、25年勤めたWSJからNYTに移ったばかりのラリー・イングラシア（Larry Ingrassia）に引き抜かれ、2005年からニューヨーク・タイムズ（NYT）東京駐在員。2009年2月から、東南アジア支局長に転出したノリミツ・オオニシの後任として、ニューヨーク・タイムズ東京支局長。2009年2月にNYTに移った田淵広子（Hiroko Tabuchi）とともに、同紙日本トピックキュレーターも務めた。2015年8月1日、独立系シンクタンク日本再建イニシアティブ（船橋洋一理事長）の主任研究員兼ジャーナリスト・イン・レジデンスに転出した。

## 著名な記事
2000年に、AP通信の北京特派員の時に、日中関係についての記事の中で、中国が過去の歴史問題で日本を叩き続けるのは、「中国共産党の統治の正統性を証明する為に言い続けなければならないことだからだ」と書いて、日本でも注目された。
2004年にウォール・ストリート・ジャーナル紙の東京特派員の時に、スマトラ島沖地震の直後にインドネシアへ行き、インド洋大津波の被害を現地で取材し、国連などから災害救援の問題点を指摘する記事を調査報道チームの一員として書いた。翌年、アジア出版協会から新聞部門で優秀賞を受賞した。
2009年3月から2010年1月にかけて、西松建設事件を巡る問題を報道。小沢一郎に対する検察捜査のあり方と当局の発表を無批判に報道する記者クラブのあり方を批判し、日本のメディアから多くの取材を受けた。
2010年1月29日、中曽根康弘元首相との単独インタビューを実施し、記事の中で中曽根氏が当時の鳩山由紀夫政権に対して日米同盟の信頼回復に尽くすように呼びかけた。
2012年8月2日、「強い円は日本の世代を分断する」と題する報道を行い、円高によるデフレーションは金融資産を保有する高齢者に有利に働き、若い世代との世代間格差が広がっているのを報道し、政治的影響力の強い高齢者の多い日本ではこの傾向を反転させるのは難しいだろうと述べた。これに対し、藤崎一郎駐米大使が強い不快感を表明する一方、同じく円高や景気の動向の影響を受けにくく政治的影響力の強い公務員の影響が抜け落ちているとする批判もある。
2012年9月21日に、尖閣諸島周辺海域で中国公船による領海侵入の活動が活発化したのを受け、石垣島で漁船をチャーターし、海外メディアでは珍しい尖閣諸島からの現地ルポをした。

### 東日本大震災
2011年3月11日の東日本大震災の翌日には被災地に入り、茨城県那珂湊、宮城県仙台市、名取市を皮切りに東北各地から被害の様子を伝えた。被災直後の宮城県南三陸町からは、九死に一生を得た町長の声、孤立した集落の住民が自立して生活の組織を作っている様子、岩手県大槌町からは、家族を失った悲しみや被災した学校の様子、宮古市からは、津波石にまつわる歴史的な話などを伝えた。
原発事故直後の南相馬市からは、日本人記者もいなくなり取り残される不安を抱えた桜井勝延市長の訴えを報じ、後に市長は、TIME誌の世界に影響力のある100人に選ばれた。また、原子力発電所事故に関連して、原発を巡る政官財の利権構造および地方の原発依存と疲弊、緊急時迅速放射能影響予測ネットワークシステム（SPEEDI）による放射線測定結果の政府の発表の遅れ、情報開示を巡る菅政権と米政府間のぎくしゃくした関係、東電の政治への影響や、電力供給の発送電分離などの改革への抵抗などの調査報道記事を書いている。また、福島第一発電所内部からレポートをした。これらに関連し2012年7月、双葉社から『「本当のこと」を伝えない日本の新聞』を上梓、3.11などの報道を通して、日本の新聞が抱える問題点や記者クラブ制度の問題点を指摘した。
2011年11月に、外国人記者として初めて福島第一原子力発電所に入り、現地取材をした。
東日本大震災に関する報道は「国土を破壊し、原子力事故を引き起こした津波、地震後、日本政府が隠蔽した一連の深刻な失敗を力強く調査したことにより（NYTウェブサイトより）」、2012年、ピューリッツァー賞のファイナリスト（最終選考対象）にノミネートされた。
また、調査記事チームの一員として、米国海外報道クラブ（Overseas Press Club of America)のハル・ボイル賞（Hal Boyle Award)の次点、またアジア出版協会から調査報道として優秀賞を受賞した。そのほか同僚と共に、2011年のエネルギー関連報道で世界エネルギー賞の優秀賞を獲得した。

## メディア批評
2014年から2015年にかけて、ニューヨークタイムズ紙に日本のメディア問題について記事を続載した。その中で、日本の大手メディアが、当時の安倍晋三政権下に増えていた政治的な圧力に屈していると批判した。
日本では、2012年に書いた『「本当のこと」を伝えない日本の新聞』の中で、記者クラブ制度の問題点として、記者が官僚や検察などの権力者へ過剰的に依存することを指摘し、大手メディアの「受身的なジャーナリズム」を批判した。2015年1月に起きた、イスラーム過激派組織「ISIL」による邦人人質・殺害事件（ISILによる日本人拘束事件）に対する日本のマスコミの対応を神奈川新聞や週刊現代で強く批判。。
2016年に、米コロンビア大学ジャーナリズム・スクールが発行する「コロンビア・ジャーナリズム・レビュー」というジャーナリズム研究の専門誌に、朝日新聞の調査報道チーム「特別報道部」が吉田調書報道を契機に事実上解体されたのを長文の記事で紹介し、クーリエ・ジャポンに和訳された。
2021年に毎日新聞のインタビューに応じ、日本の大手メディアが権力者への「ウオッチドッグ」（番犬）になっていないと指摘した。

## 主な著作の一覧

### 著書
- 『「本当のこと」を伝えない日本の新聞』、双葉社、2012年7月4日。ISBN 978-4575153941
- （孫崎享）『崖っぷち国家 日本の決断』、日本文芸社、2015年2月18日。ISBN 978-4537261103
- 『安倍政権にひれ伏す日本のメディア』、双葉社、2016年2月20日。ISBN 9784575309966
- 『世界が認めた「普通でない国」日本』、祥伝社、2016年12月2日。ISBN 978-4396114923
- 『権力者とメディアが対立する新時代』、詩想社、2018年1月18日。ISBN 978-4908170140
- （望月衣塑子）『権力と新聞の大問題』、集英社、2018年6月15日。ISBN 978-4087210378
- 『米国人ジャーナリストだから見抜けた日本の国難』、SB新書、2019年4月6日。ISBN 978-4815601249
- （望月衣塑子、前川喜平）『同調圧力』、角川新書、2019年6月8日。ISBN 978-4040823027
- 『フェイクニュース時代を生き抜く データ・リテラシー』、光文社、2020年4月4日。ISBN 978-4334044732
- 『吠えない犬　安倍政権7年8カ月とメディア・コントロール』、双葉社、2020年11月2日。ISBN 978-4-575-31582-0
- 『日本人の愛国』、KADOKAWA、2021年6月10日。ISBN 9784040823317

### 本の一章
- 「官僚機関の一部と化したメディアの罪」『２０人の識者がみた「小沢事件」の真実』鳥越俊太郎・木村朗（編）、日本文芸社、2013年8月10日。ISBN 978-4537260526
- 「メディアが原発危機隠蔽！」「現代の"見えざる手　１９の闇』元木昌彦（編）、人間の科学新社、2017年5月1日。ISBN 978-4822603281
- 「はばまれた朝日新聞のウォッチドッグ・ジャーナリズムへの挑戦」『探査ジャーナリズム/調査報道　アジアで台頭する非営利ニュース組織』花田達朗他（編）、彩流社、2018年10月19日。ISBN 978-4779124976
- 「理論と実践の融合から生まれたレガシー」『ジャーナリズムの実践』花田達朗、彩流社、2018年12月25日。ISBN 978-4779125294

### 洋書
- Martin Fackler and Yoichi Funabashi "Reinventing Japan: New Directions in Global Leadership" Praeger, 2018. ISBN 978-1440862861

### 洋書の一章
- "Trouble-Makers or True-Sayers?: The Peculiar Status of Foreign Correspondents in China" in Lionel M. Jensen, Timothy B Weston (Eds) China's Transformations: The Stories beyond the Headlines en:Rowman & Littlefield Publishers, Inc., 2007, pp. 33-49. ISBN 978-0742538634
- "The Experiences of a Business Journalist in North Korea" in Donald Macintyre, Daniel C. Sneider, Gi-Wook Shin (Eds) First Drafts of Korea: The U.S. Media and Perceptions of the Last Cold War Frontier Shorenstein Asia-Pacific Research Center/Brookings Institution Press, 2009, p. 69. ISBN 978-1-931368-15-5
- "A Pooch Afterall? The Asahi Shimbun's Failed Foray into Watchdog Journalism" in Jeff Kingston (Ed) "Press Freedom in Contemporary Japan" Routledge, 2017, pp. 40-55. ISBN 9781138189591
- "Media Capture: The Japanese Press and Fukushima" in Kyle Cleveland, Scott Gabriel Knowles, Ryuma Shineha (Eds) "Legacies of Fukushima: 3-11 in Context" University of Pennsylvania Press, 2021, pp. 112-126. ISBN 9780812252989

### 雑誌
- "Sinking a bold foray into watchdog journalism in Japan" Columbia Journalism Review, Oct. 25, 2016.[39]
- "The Silencing of Japan's Free Press" Foreign Policy, May 27, 2016.[42]
- "The Asahi Shimbun's Failed Foray Into Watchdog Journalism" The Asia-Pacific Journal: Japan Focus, Dec. 15, 2016.[43]
- "Media Coverage of Fukushima, Ten Years Later" The Asia-Pacific Journal: Japan Focus, Sept. 1, 2021.[44]
- マーティン・ファクラー NYT前東京支局長に朝日記者が衝撃告白「日本初の大型調査報道チームで、『脱ポチ宣言』はなぜ挫折したか」 クーリエ・ジャポン, Dec. 31, 2016.[40]
- 「部数減でも日本の新聞社に｢危機感がない｣ワケ」『PRESIDENT』2019年9月6日[45]
- 「米国人記者が驚いた｢日本メディア｣の談合体質」『PRESIDENT』2019年9月12日
- 「中国のSNSで｢くまのプーさん｣と書くとすぐに消されるワケ」『PRESIDENT』2020年6月2日
- 「「日本人の愛国は､アメリカ人とこんなにも違う｣硫黄島を戦った元日本兵に会ってわかった真実」『PRESIDENT』2021年7月13日
- 「｢石ぐらい投げられてもいい｣歴代天皇として初めて戦地･沖縄を訪問した上皇陛下の覚悟」『PRESIDENT』2021年8月13日
- 「米国人記者が見た｢特攻｣と裏にある愛国の危うさ なぜ無駄死にすることが美徳となったのか」『東洋経済オンライン』2021年8月15日[46]
- 「元NYタイムズ東京支局長が警鐘！ 新型コロナのフェイクニュースから身を守る方法　「インフォデミック」というもう一つの“感染症”」『LITERA』2020年5月10日[47]
- “これでいいのか「震災報道」マーティン・ファクラー（ニューヨーク・タイムズ東京支局長）2011年5月号 連載〈巻頭インタビュー〉”.  選択 (雑誌) (2011年5月). 2012年11月25日閲覧。
- フィン・メイヤー＝ククック (ディー・ツァイト)、辛貞録　(朝鮮日報) 2009年夏衆議院選挙 特派員特別座談会 米国×ドイツ×韓国 そして、民主党がぶっ壊れる日 (政権交代SPECIAL), クーリエ・ジャポン, 5(10) (通号 60), 2009.10.1, p. 30-33.
- Martin Fackler, Norimitsu Onishi (オオニシ ノリミツ), Daisuke Wakabayashi (ワカバヤシ ダイスケ) 海外メディアが伝えた"日本異聞" 「知られざるNIPPON」を旅して--姫島/恐山//五島列島/土喰/東尋坊 (世界が見たNIPPON), クーリエ・ジャポン, 6(9) (通号 71), 2010.10, p. 104-111. 姫島 p. 104-105, 恐山 p. 106.
- BLOGOS編集部 (2012年3月6日). “特集・震災から1年 マスコミ学会で東大総長に会場から激しいヤジ 震災・原発報道で見えたマスコミの限界とは？”.  BLOGOS. 2012年11月25日閲覧。
- （アンドリュー・デウィット、ナジブ・エル＝カシュ） 外国人座談会 これでいいのか!? 日本のマスコミ (世界が見たNIPPON), クーリエ・ジャポン, 3(13) (通号 38), 2007.12.1, p. 62-67.

### 映画の出演
- 新聞記者（2019年6月28日、スターサンズ、イオンエンターテイメント） - 特別出演・劇中座談会「官邸権力と報道メディアの現在」 [48]
- 妖怪の孫（2023年3月17日、株式会社スターサンズ）[49]

## 関連人物
- 望月衣塑子
- 前川喜平
- 小沢一郎
- 吉田昌郎
- ノリミツ・オオニシ
- ニコラス・クリストフ